# Hangöbefästningarna

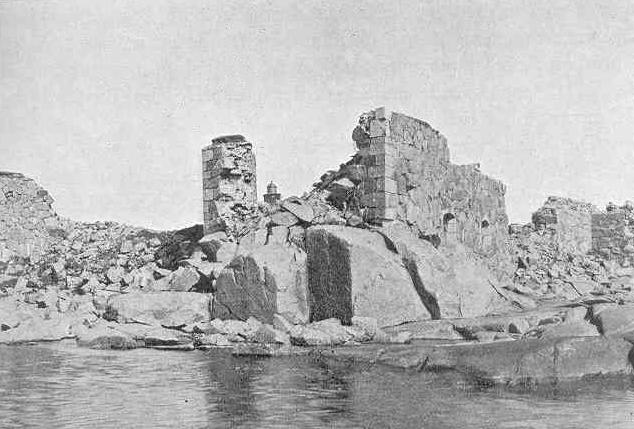
Gustafsvärns ruiner, omkring år 1900.

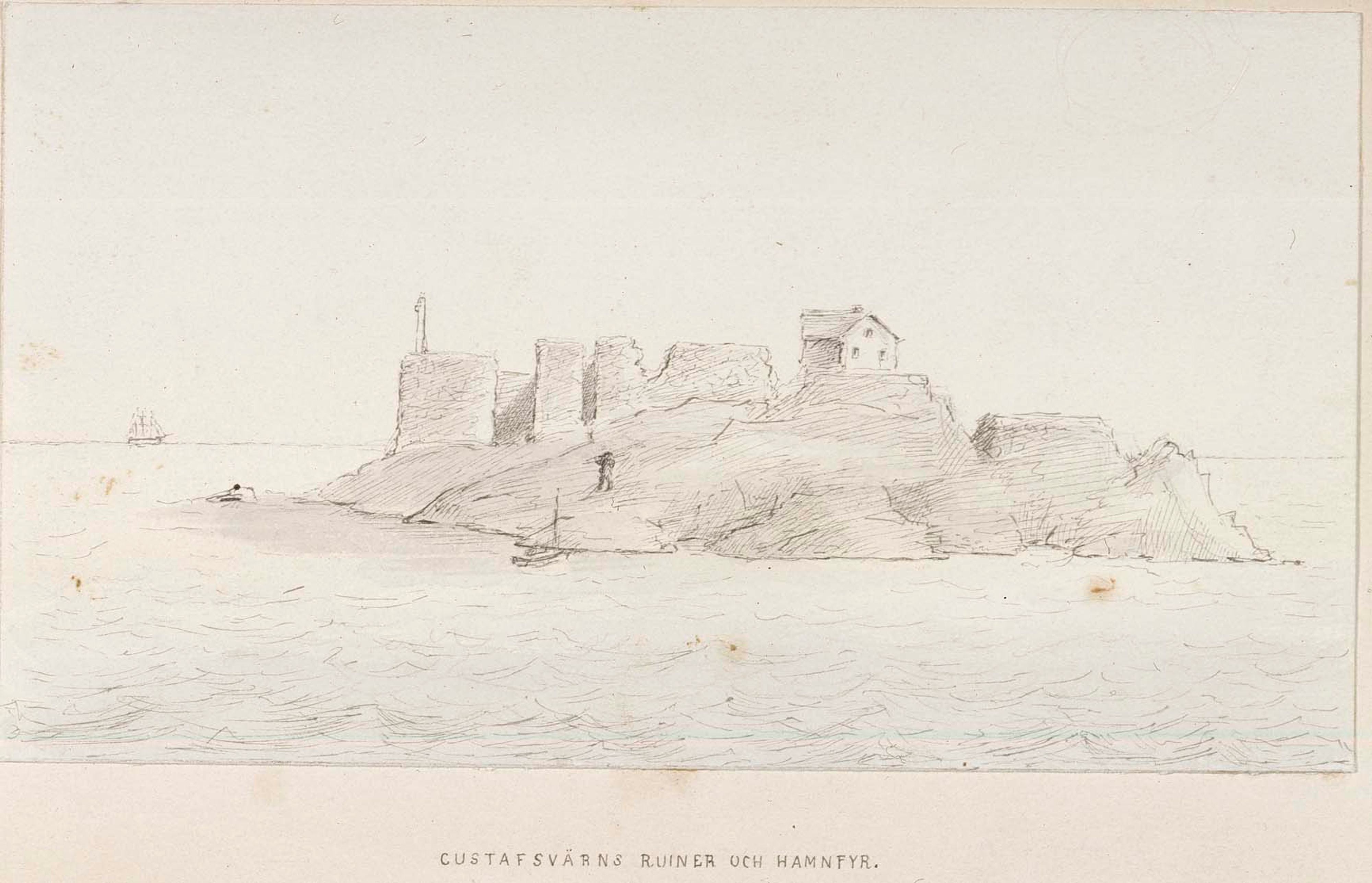
Gustafsvärns ruiner och hamnfyr målad av Albert Edelfelt

Hangöbefästningarna, på och utanför Hangö udd i Finland under 1700-talet byggda befästningar till skydd för därvarande redd. En skans anlades (senast 1678) på en holme söder om Hangö udd, men lämnades efter stora nordiska krigets slut åt sitt öde.
År 1737 väcktes förslag om byggandet av en "fortificerad hamn" vid Hangö udd, och sedermera byggdes ett par batterier på fastlandet. Först sedan en rysk eskader 1788 efter slaget vid Hogland lagt sig vid Hangö redd i augusti och ända till slutet av oktober försvårat förbindelserna med Sverige, insåg man den vid flera tillfällen påpekade nödvändigheten av denna viktiga punkts bättre befästande till skydd för förbindelsen mellan Sverige och Sveaborg samt inomskärs. År 1789 uppfördes efter förslag av major von Kjerting (Wärnhjelm) av överste Nils Mannerskantz på Eldskär ett blockhus för smärre kanoner och "mousquetterie" samt öppna strandbatterier för 20 grova kanoner, på Lerskär timrade batterier samt på Domansklubben 13 km väster om Hangön och Berga Hamnholme vid fastlandet batterier.
Från 1793 pågick arbeten efter nya ritningar ända till utbrottet av finska kriget 1808, då "Hangö fästning" bestod av Gustavsvärn på Eldskär, 3 km ostsydost om Hangö udd med 23 kanoner och 2 mörsare, det åt öster öppna Gustav Adolfs fäste på Lerskär, 4 km öster om Hangö udd, med 6 kanoner och 2 mörsare, det "dåliga" batteriet Meijerfelts klippa med 5 kanoner och 2 mörsare, ett, som det synes, obestyckat batteri på Tullholmen, "svaga batterier" med 12 kanoner och 3 mörsare på Drottningberget, på fastlandet 5 km ostnordost om och ett batteri med 4 kanoner på själva Hangöudd.
Befästningarna var emellertid, synnerligen mot väster, ganska bristfälliga, varför t.f. general-en-chef i Finland Karl Nathanael af Klercker gav besättningen order att bege sig till Sveaborg, sedan de projektiler, som av brist på transportmedel inte kunde föras till Helsingfors blivit sänkta. Oförsvarligt nog fick bestyckningen kvarstå oförstörd. Ryske generalen Fredrik Vilhelm von Buxhoevden kunde utan motstånd besätta Hangö, varefter befästningarna genast iståndsattes och ytterligare ett batteri anlades på en mindre ö, från vilken den djupaste farleden från Åbo behärskades. Den av svenskarna kvarlämnade bestyckningen tillökades med 5 från Åbo hämtade kanoner. von Buxhövden, som ansåg Hangöpositionen för en av de viktigaste militära punkterna i landet, ville nämligen omdana fästningen till en stark stödpunkt för sjöstridskrafterna.
Då svenska flottan 10 juni ankom till Hangöbefästningarna gjordes inget försök mot befästningarna. Sedan Finland kommit under Ryssland, underhölls befästningarna nödtorftigt fram till krimkriget, under vilket de mestadels förstördes. Vackra ruiner, särskilt av Gustafsvärn och Gustaf Adolfs fäste syntes dock ännu i början av 1900-talet.